# Vibrationsprüfung
Die Vibrationsprüfung ist ein Prüfverfahren zur Untersuchung der durch Schwingung auftretenden Belastungen und ihre Folgen in einzelnen Bauteilen und kompletten Systemen. In erster Linie wird dieses Verfahren verwendet, um die mechanische Festigkeit zu prüfen und die Funktion technischer Systeme unter Schwingbeanspruchung zu gewährleisten.
Produkte, die in ihrem späteren Einsatz durch Vibrationen beansprucht werden, werden im Rahmen der Prototypen-Qualifikation auch einer Vibrationsprüfung unterzogen.

## Anwendung
Ein typisches Beispiel sind elektronische Steuergeräte im Auto. Diese sind beim Fahren zwangsläufig Schwingungen verschiedener Frequenz und Amplitude ausgesetzt (z. B. Reifen, Lager, Straßenverhältnisse, Motorvibrationen durch Massenkräfte). Durch diese Vibrationen kann es zum Versagen (Bruch von äußeren Befestigungslaschen oder elektronischen Bauteilanschlüssen auf der Leiterplatte) des Steuergerätes aufgrund mangelnder Dauerschwingfestigkeit (Wöhlerversuch) kommen.
Damit solch ein Fehler im Fahrzeug nicht im Betrieb eintritt, werden auf sogenannten Shakern die Vibrationsbeanspruchungen des späteren Einsatzfalles nachgebildet. Solch ein Shaker funktioniert nach dem Prinzip „Bewegte Spule im Magnetfeld“ und wandelt ein elektrisches Signal in eine mechanische Auslenkung um. Der Prüfling wird dabei auf dem Shaker mittels einer meist extra angefertigten Aufspannvorrichtung befestigt. Typische Frequenzbereiche für die Vibrationsprüfung von Kfz-Elektronik sind 10–1000 (2000) Hz.
Typische Beschleunigungswerte sind für Karosseriebau 1…3 g, für Motorenbau 8…28 g.
Für die Prüfung von sehr tieffrequenten Schwingungen, wie etwa zur Erdbebensimulation, werden hydraulische Shaker eingesetzt, die auch wesentlich größere Amplituden erzeugen können. Solche Erdbebensimulationen werden z. B. bei der Prüfung von Telefon-Vermittlungs-Systemen durchgeführt.